# Ali Messaoud
Ali Messaoud (Ámsterdam, 13 de abril de 1991) es un exfutbolista neerlandés que jugaba de centrocampista.

## Biografía
Su hermano Mo Messaoud también es futbolista, juega en el VVZ '49.

## Selección nacional
Fue internacional en categorías inferiores tanto con Países Bajos como con Marruecos.

## Clubes
| Club                | País          | Año       |
| ------------------- | ------------- | --------- |
| AZ Alkmaar          | Países Bajos  | 2010-2013 |
| Willem II           | Países Bajos  | 2013-2015 |
| F. C. Vaduz         | Liechtenstein | 2015-2017 |
| NEC Nimega (cedido) | Países Bajos  | 2017      |
| S. B. V. Excelsior  | Países Bajos  | 2017-2019 |
| Vendsyssel FF       | Dinamarca     | 2019-2021 |
| Roda JC Kerkrade    | Países Bajos  | 2021      |
| SteDoCo             | Países Bajos  | 2022      |